# De menselijke driften

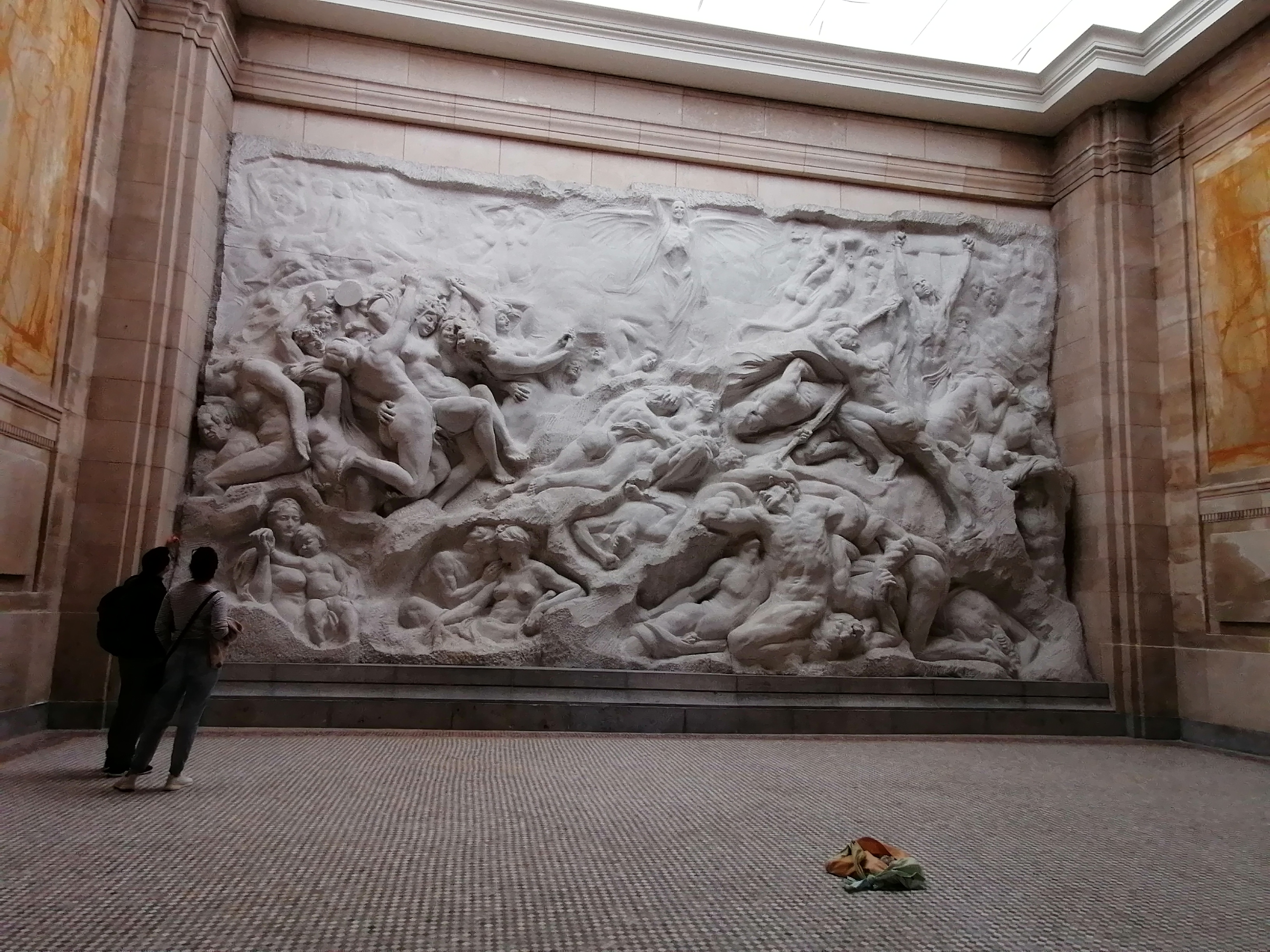
De menselijke driften, in het Hortapaviljoen in het Brusselse Jubelpark

De menselijke driften is een reliëf uit Carrarisch marmer, door Jef Lambeaux gebeeldhouwd tussen 1886 en 1898. Het bevindt zich in het speciaal ontworpen Horta-Lambeaux Paviljoen, gebouwd  tussen 1891 en 1897 naar plannen van Victor Horta, in het Brusselse Jubelpark. Het is soms toegankelijk.

## Geschiedenis
Lambeaux werkte vanaf 1886 aan het monumentale werk, dat hij De Calvarieberg des Menschdoms wilde noemen. Het ontwerp was een houtskooltekening op doek op ware grootte, dat in 1889 voorgesteld werd op het driejaarlijkse Salon van Gent. Het ontwerp veroorzaakte beroering, maar Leopold II plaatste een jaar later de bestelling bij de kunstenaar. Voor de uitvoering ervan in marmer betaalde hij 136.000 frank.

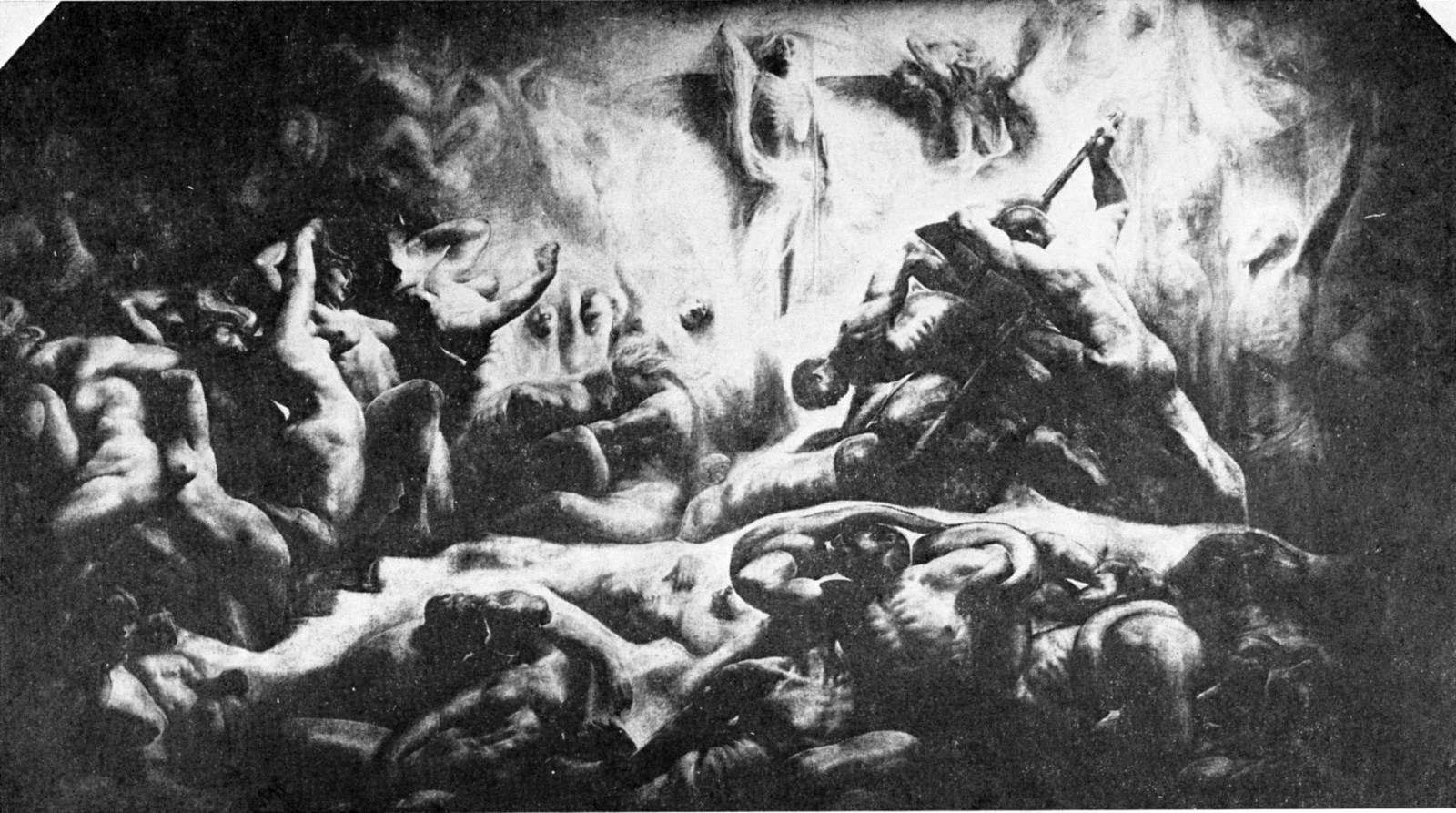
"De menselijke driften" - houtskoolontwerp op doek door Jef Lambeaux (IRPA-KIK Brussel), ca.1886-1889

Het werk vond onderdak in een klassiek geïnspireerd bouwwerk met vierkantig grondplan, in 1890 ontworpen door Horta. Dit paviljoen werd gebouwd tussen 1891 en 1897 en later (1909-1910) gewijzigd op basis van plannen die de architect in 1906 tekende. 
De gipsafdruk van Lambeaux werd geïntegreerd in een halfcirkelvormige wand van het Gentse Museum voor Schone Kunsten.

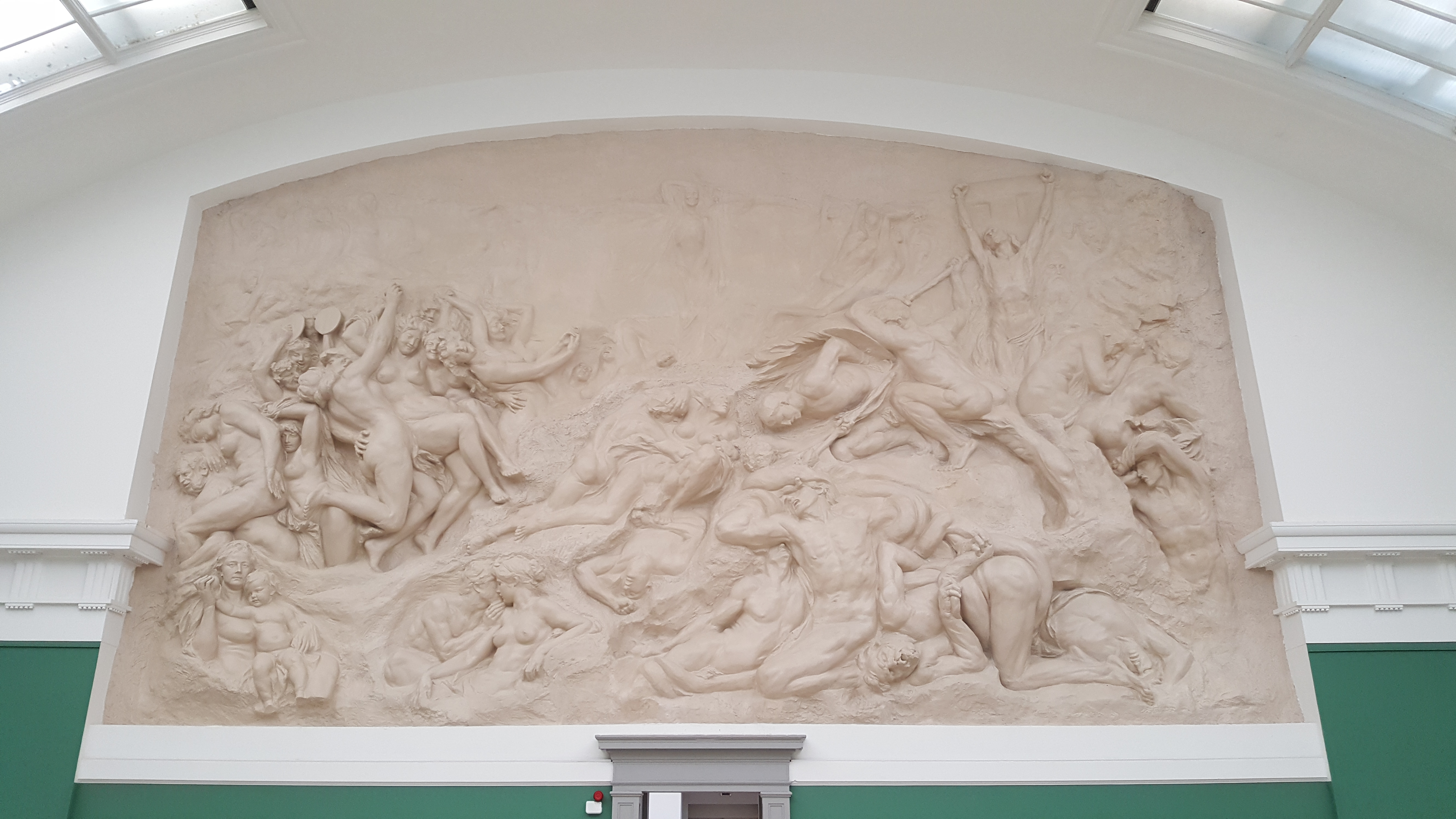
De menselijke driften (ca. 1899) - MSK Gent, [https://www.mskgent.be/collectie/1905-g Inv. 1905-G

## Beschrijving
Het reliëf der menselijke driften is een allegorische voorstelling van alle menselijke gevoelens, emoties en toestanden zoals blijdschap, geluk, verliefdheid, jeugd, ouderdom, moederschap, zonden, kwellingen en andere zielstoestanden van de menselijkheid. Centraal staat de triomftocht van 'Pietje de dood' in plaats van een goddelijke macht. De theatrale, neobarokke figuren refereren aan Rubens, Michelangelo en de Hellenistische beeldhouwkunst. 

## Receptie
Vooral christelijke bezoekers namen aanstoot aan het tafereel. In katholieke kranten schreef men dat Lambeaux "met den vleeschduivel bezield" was, zijn paviljoen "een marmeren bordeel". Bij de inauguratie op 1 oktober 1899 was het reliëf zichtbaar door de deuropening van de onafgewerkte tempel. Amper drie dagen later liet Horta het afschermen met een houten barricade. Zo begon de controverse die de publieke bezoeken weigerde. Voor Lambeaux, evenmin tevreden met Horta's open-zuilenconstructie (het kunstwerk was te zichtbaar voor voorbijgangers) leidde dit tot een breuk met Horta. Toen Horta in 1910 een gesloten gevel ontwierp, was Lambeaux al overleden. De ijzeren deur bleef gesloten. In 2014 werd deze deur vervangen door een houten deur met een kijkgat.
Koning Boudewijn schonk in 1967 de grond rond dit paviljoen en het oriëntalistisch paviljoen ernaast voor een eeuw in erfpacht aan de koninklijke familie van Saudi-Arabië. Het oriëntalistisch paviljoen werd dan uiteindelijk de Grote Moskee van Brussel en het Islamitisch Cultureel Centrum van België. Naar verluidt had men in het Hortapaviljoen een museum voor islamitische kunst willen onderbrengen. Het heeft niet veel gescheeld of het beeldhouwwerk van Lambeaux werd afgebroken, indien de Koninklijke Commissie voor Monumenten en Landschappen het niet had verhinderd. De deur van het paviljoen bleef wel regelmatig openstaan, zodat men het ongehinderd kon bezoeken. De uitbating werd in de jaren tachtig overgedragen aan het nabije Jubelparkmuseum, maar het gebouw takelde verder af. In 2014 werd overgegaan tot restauratie van het paviljoen en het kunstwerk. Vanaf 2015 kan men het paviljoen enkele dagen per week bezoeken gedurende de zomertijd.

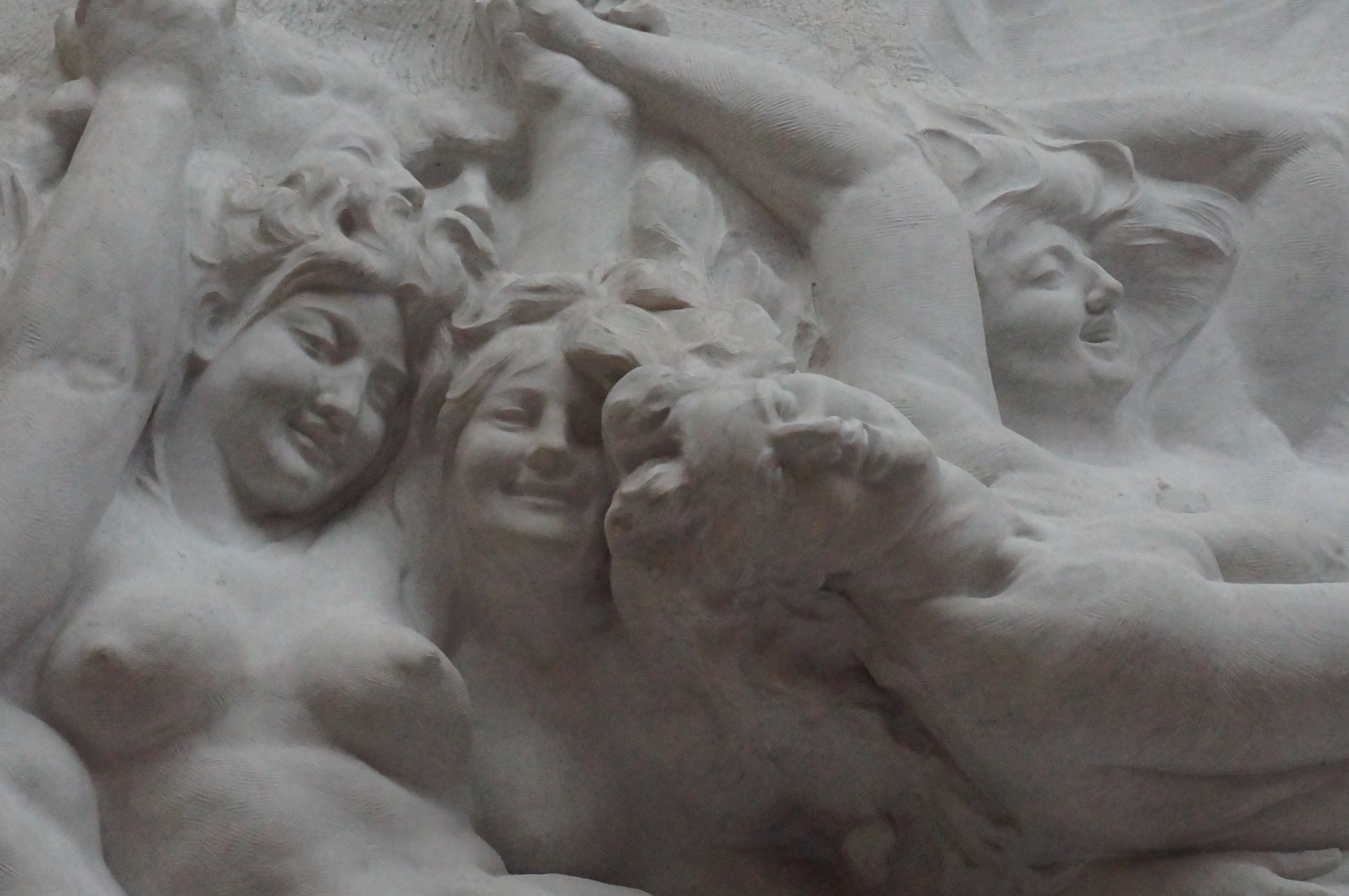
Detail van de beeldengroep die jeugd en geluk verbeeldt.

## Verder lezen
- Carine Cuypers (2012), Het paviljoen van de menselijke driften ISBN 978-94-91483-00-4
- François de Callatay (1989), "Les Passions humaines, de Jef Lambeaux: un essai d'interprétation", in: Bulletin des musées royaux d'Art et d'Histoire, deel LX, blz. 269-289